# Majzljica
Majzljica (nemško Meiselberg) je naselje v Občini Gospa Sveta v Okraju Celovec-dežela na Koroškem v Avstriji.